# Naturdenkmal Felsgruppen Overlackersberg

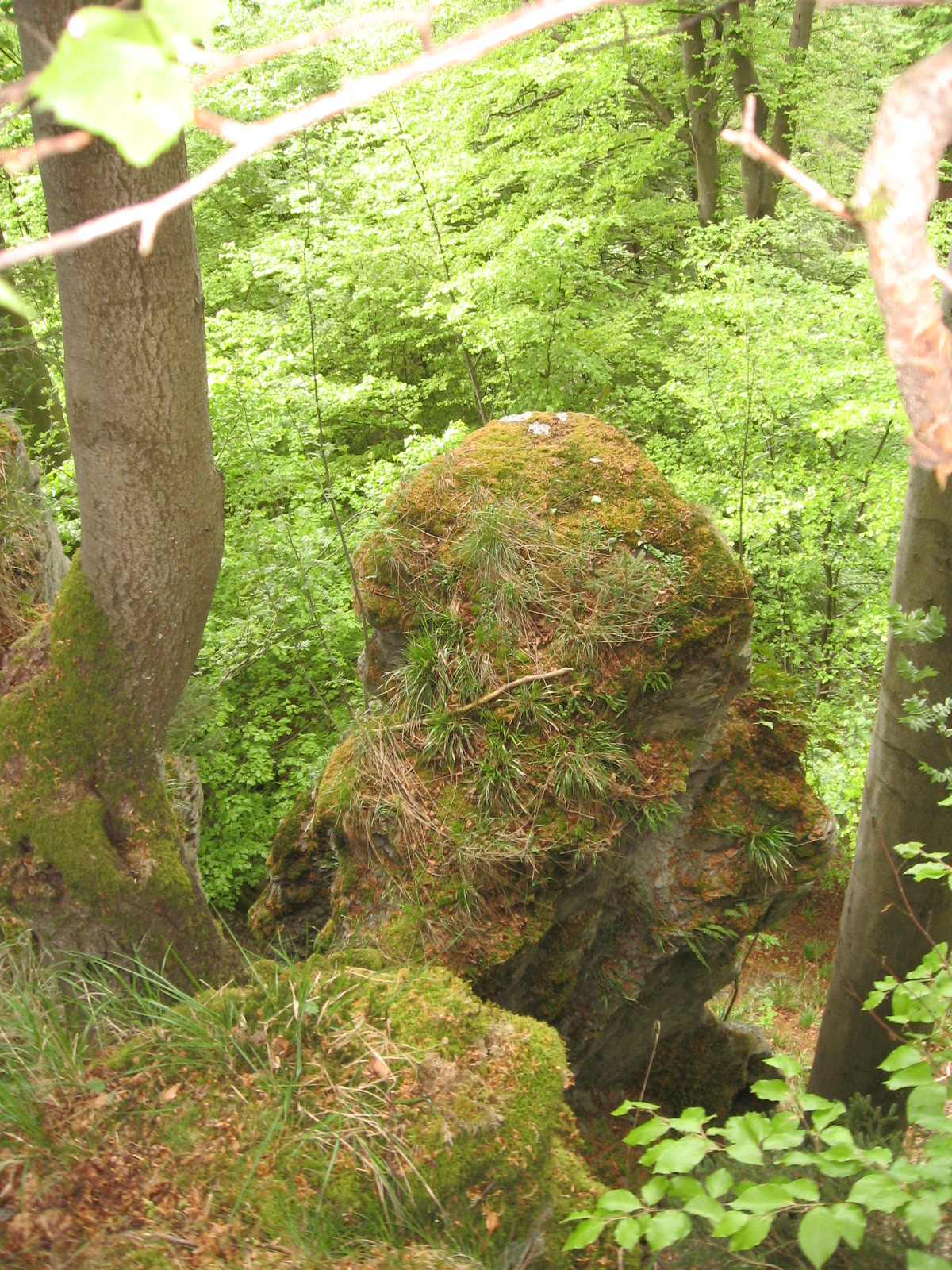
Teilbereich des Naturdenkmals Felsgruppen Overlackersberg

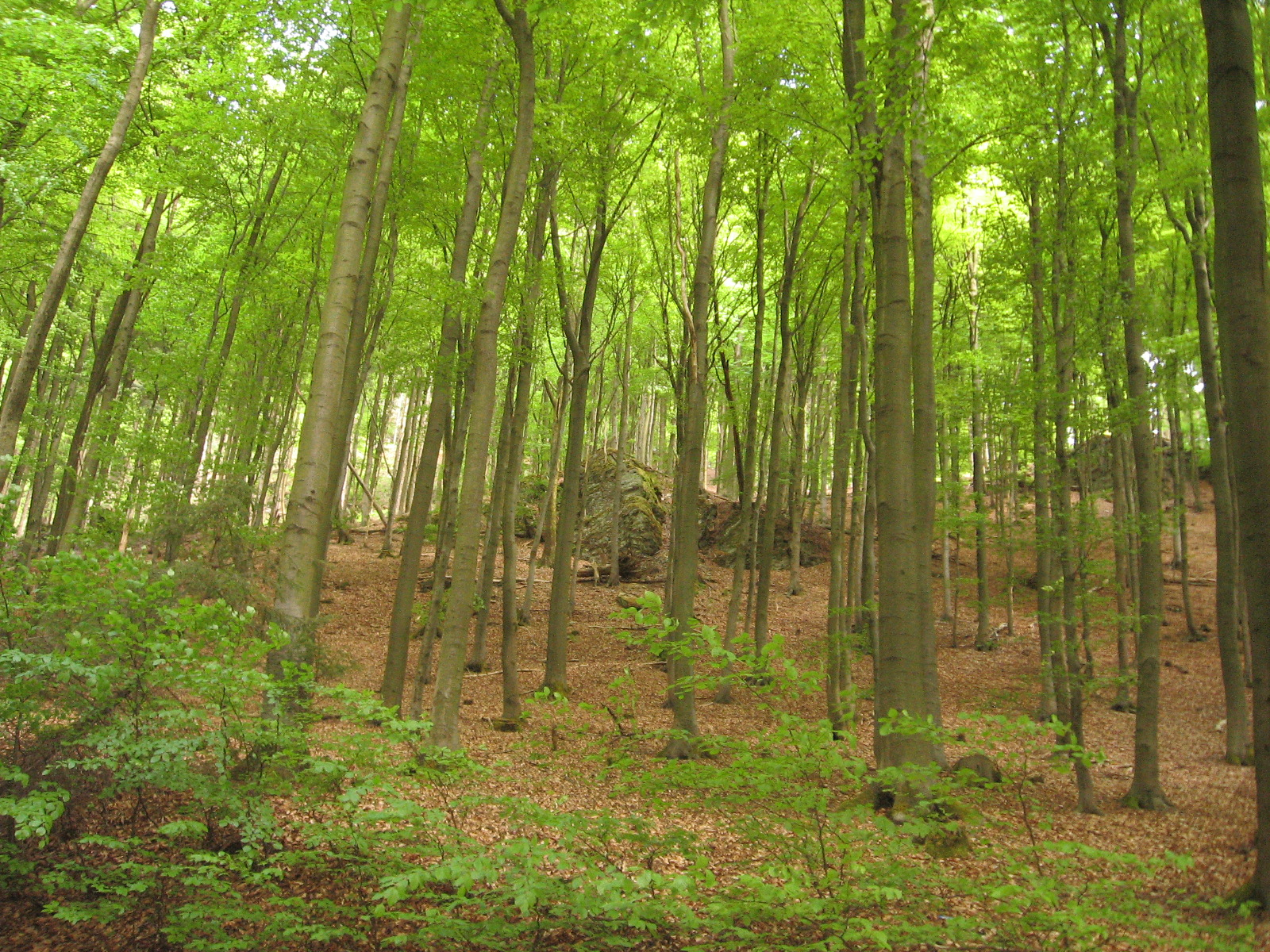
Teilbereich des Naturdenkmals Felsgruppen Overlackersberg

Das Naturdenkmal Felsgruppen Overlackersberg sind Felsgruppen westlich von Olsberg-Wulmeringhausen in Nordrhein-Westfalen. Die Felsgruppen Overlackersberg wurden 2004 durch den Landschaftsplan Olsberg als 1,21 ha großes Naturdenkmal (ND) ausgewiesen. Die Felsgruppen Overlackersberg sind auch ein gesetzlich geschütztes Biotop nach § 62 des Landschaftsgesetzes Nordrhein-Westfalen, mit der Bezeichnung GB-4616-335 und einer Größe von 0,42 ha. Es ist umgeben vom Landschaftsschutzgebiet Olsberg.
Die Felsen der Felsgruppen erreichen eine Felshöhe von bis zu fünf Metern. An bzw. auf den Felsen wachsen krüppelwüchsige Rotbuchen.